# Clivia × nimbicola
Clivia × nimbicola là một loài thực vật có hoa lai ghép trong họ Amaryllidaceae. Loài này được Swanev., Truter & A.E.van Wyk mô tả khoa học đầu tiên năm 2006.